# Österrike i olympiska vinterspelen 2014
Österrike deltog i de olympiska vinterspelen 2014 i Sotji, Österrike, med en trupp på 130 atleter fördelat på 14 sporter.
Fanbärare av den österrikiska truppen på invigningen i Sotjis Olympiastadion var nordisk kombinationsåkaren Mario Stecher.

## Medaljörer
| Valör  | Namn                 | Gren                                         | Datum       |
| ------ | -------------------- | -------------------------------------------- | ----------- |
| Guld   | Matthias Mayer       | Herrarnas störtlopp i alpin skidåkning       | 9 februari  |
| Silver | Dominik Landertinger | Herrarnas sprint i skidskytte                | 8 februari  |
| Silver | Nicole Hosp          | Damernas superkombination i alpin skidåkning | 10 februari |